# Ала-Бала
„Ала-Бала“ е детско занимателно предаване, излъчвано по БНТ от 2000 до 2005 г. Излъчвало се е по Канал 1 и сателитния канал ТВ България. Излъчва се всяка събота от 09:00 до 09:30 ч. с продължителност 30 минути. Водеща е Адриана Павлова, а в ролята на портокала „Ала-Бала“ е актрисата Цветослава Симеонова.